# 久保俊郎
久保 俊郎（くぼ としろう、1955年3月27日 - ）は、日本のフリーアナウンサー。元FBS福岡放送アナウンサー。

## 人物・経歴
大分市出身。福岡大学を卒業後、1978年にFBSへ入社。
主にスポーツ中継を担当し、同局スポーツ記者としても活動する一方、2009年秋以降はFBSの“ワークシェアリング”の一環として、スポーツの一線から離れ、スタジオ勤務がメインとなる（この件については本人が2010年3月29日付のブログで事情説明した）。
2010年秋のリニューアルに伴い一旦はスポーツから離れ、「ニュースプラス1」以降久々に夕方のニュース番組でキャスターを務めていたが、2014年度から土・日・祝日のソフトバンク主催のデーゲームの実況で現場復帰した。
2015年3月に定年退職。定年後は1年間、嘱託職としてFBSに留まり、継続してソフトバンク戦に実況アナウンサーとして出演していたが、2016年よりフリーアナウンサーとして、FOXスポーツ&エンターテイメントでのソフトバンク戦の実況を行っている。
定年に際し、同僚アナの若林麻衣子によると、「報道にスポーツと、37年間現場で伝え続けた」「アナウンスの技術や心構えだけでなく人としての精神論など、たくさんのことを教えてもらい、お料理好きだったのでメニューの相談に乗ってもらっていた」とある。今後については、「スポーツの仕事に復帰し、新たなスタートを切る」と述べたという。
家庭では3児の父親である。

## 現在の出演番組
- HAWKS プロ野球中継（BSスカパー）
- Bリーグ中継（リーグ制作の公式映像）

## 過去の出演番組
- HAWKS BASEBALL PARK（FOX SPORTS ジャパン）
- FBSニュースプラス1
- NEWS5ちゃん メインキャスター
- めんたいワイド ニュースコーナー（定年退職直前はこの仕事がメイン）
2010年上期までは17時台まで。下期におけるリニューアルで18時台の担当に。後に18時台ニュースが分離、上記の「ニュース5ちゃん」にタイトル変更した。
- ザ・トップテン FBSリポーター

以下は2009年秋以降若手の後方支援に回っていた。
- Dramatic Game 1844（土・日・祝日のデーゲーム実況復帰）
- BEST GLOVE
- サッカー（全国高等学校サッカー選手権大会・福岡県、佐賀県代表決定戦、並びに全国大会の両県関係の試合、Jリーグ中継（スカパー!向け受託製作のサガン鳥栖主管試合[3]他）
- その他スポーツ中継